# Myripristis vittata
Myripristis vittata (Valenciennes, 1831) è un pesce osseo marino appartenente alla famiglia Holocentridae, .

## Distribuzione e habitat
M. adusta è distribuito nell'Indo-Pacifico, soprattutto lungo le coste delle isole oceaniche. Il suo areale va dal Madagascar, le isole Mascarene e le Seychelles alla Polinesia francese e le Hawaii, a nord fino al Giappone meridionale e a sud fino alla grande barriera corallina australiana (dove è particolarmente comune).
Specie costiera. Vive nelle barriere coralline, in particolare dove ci sono cadute verticali. Passa le ore del giorno nascosto in anfratti.
La distribuzione batimetrica va da 3 a 80 metri, di solito non sopra i 15 metri.

## Descrizione
Come tutti i Myripristis M. vittata ha sagoma alta, occhi molto grandi e bocca ampia con inserzione obliqua. La colorazione è distintiva, il corpo è interamente rosso vivo. La parte molle della pinna dorsale, la pinna anale, la pinna caudale e le pinne ventrali hanno un bordo bianco, sono bianche anche le punte dei raggi spinosi della dorsale. Al contrario di quasi tutti i membri del genere non c'è alcuna barra scura sull'opercolo.
Raggiunge i 25 cm di lunghezza massima.

## Biologia

### Comportamento
È notturno come tutti gli Holocentridae. Forma grandi aggregazioni nei nascondigli durante il giorno. All'interno delle grotte talvolta nuota girato a ventre in alto, talvolta esemplari ribaltati e altri in posizione normale nuotano assieme.

### Alimentazione
La dieta è basata su crostacei planctonici e piccoli pesci.

## Pesca
È soggetto a un modesto prelievo artigianale, ad esempio alle Hawaii.

## Conservazione
È una specie comune o abbondante in gran parte dell'areale, soggetta a un basso sforzo di pesca e non sottoposta ad altri impatti. Per questo la lista rossa IUCN la classifica come "a rischio minimo".